# Ваймер (тауншип, Миннесота)
Ваймер (англ. Weimer) — тауншип в округе Джексон, Миннесота, США. На 2000 год его население составило 172 человека.

## География
По данным Бюро переписи населения США площадь тауншипа составляет 90,4 км², из которых 79,3 км² занимает суша, а 11,2 км² — вода (12,35 %).

## Демография
По данным переписи населения 2000 года здесь находились 172 человека, 67 домохозяйств и 50 семей. Плотность населения —  2,2 чел./км². На территории тауншипа расположено 79 построек со средней плотностью 1,0 построек на один квадратный километр. 100 % населения — белокожие.
Из 67 домохозяйств в 34,3 % воспитывались дети до 18 лет, в 73,1 % проживали супружеские пары, в 3,0 % проживали незамужние женщины и в 23,9 % домохозяйств проживали несемейные люди. 22,4 % домохозяйств состояли из одного человека, при том 10,4 % из — одиноких пожилых людей старше 65 лет. Средний размер домохозяйства — 2,57, а семьи — 3,00 человека.
25,0 % населения — младше 18 лет, 5,8 % — в возрасте от 18 до 24 лет, 20,9 % — от 25 до 44, 32,0 % — от 45 до 64, и 16,3 % — старше 65 лет. Средний возраст — 44 года. На каждые 100 женщин приходилось 126,3 мужчин. На каждые 100 женщин старше 18 приходилось 115,0 мужчин.
Средний годовой доход домохозяйства составлял 31 667 долларов, а средний годовой доход семьи —  44 167 долларов. Средний доход мужчин —  25 625  долларов, в то время как у женщин — 16 250. Доход на душу населения составил 16 587 долларов. За чертой бедности находились 4,2 % семей и 4,1 % всего населения тауншипа, из которых 7,4 % старше 65 лет.